# Pierre Barrière
Pour les articles homonymes, voir Barrière.
Pierre Barrière, né vers 1566 à Orléans, est un ultracatholique auteur d'une tentative avortée de régicide contre Henri IV en 1593. Il est ensuite exécuté. 

## Biographie

### Projet de régicide
Pierre Barrière est batelier sur la Loire puis devient soldat au régiment d'Auvergne. À Lyon, il conçoit le projet d'assassiner Henri IV et en fait part à Séraphin Banchi, dominicain, qui tente de l'en dissuader, et à d'autres prêtres.
Parti à Paris alors dirigé par la Ligue, il y rencontre Christophe Aubry, curé de Saint-André-des-Arts, qui l'encourage dans son projet. Aubry assure Barrière que, en tuant Henri IV, « il gagnerait une grande gloire en Paradis » et l'incite à consulter le père Varade, recteur des jésuites de Paris.  

### Échec et exécution
Pierre Barrière suit ensuite le roi, cherchant une occasion, mais Séraphin Banchi fait prévenir l'entourage d'Henri IV. Le 27 août 1593, Pierre Barrière est arrêté à une des portes de la ville de Melun, armé d'un grand couteau. Il prétend qu'il s'en sert pour manger, mais le couteau est trop grand. 
Il est jugé par une commission de dix juristes et subit la question ordinaire et extraordinaire pour lui faire avouer ses complicités. Il dénonce notamment les jésuites. Il est condamné, pour crime de lèse-majesté, au supplice : on lui brûle le poing, on le tenaille avec des fers chauds et il subit le supplice de la roue sur la place du marché de Melun, le 31 août 1593.
Le 5 septembre 1593, le curé parisien ligueur Jacques de Cueilly désapprouve l'exécution de Pierre Barrière, au motif que Barrière était « un pauvre homme maladvisé et simple ».